# Derby County Football Club
El Derby County Football Club es un club de fútbol de Inglaterra de la ciudad de Derby que juega en Football League Championship, la segunda división del fútbol inglés desde la temporada 2024/25. Fue fundado el 5 de febrero de 1884.

## Historia

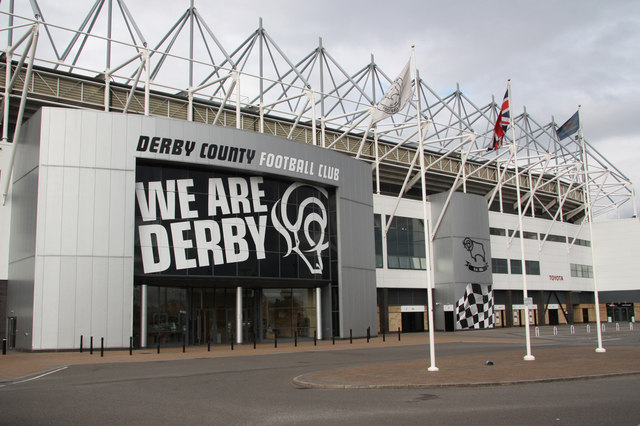
Vista del Pride Park Stadium, sede donde el club juega de local.

Derby County Football Club (también conocido como la amenaza verde) fue fundado en 1884 como una sección del Derbyshire County Cricket Club. Su primer nombre fue Derbyshire County FC.

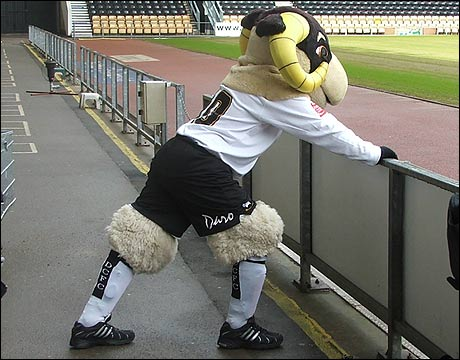
Rammie, la mascota del Derby County.

El primer partido oficial del equipo llegó en el año 1885 por la FA Cup en donde perdieron 7-0 en casa ante el Walsall Town. En la siguiente temporada se enfrentaron al Aston Villa por la FA Cup el 14 de noviembre de 1885. Los villanos ya eran reconocidos dentro del fútbol inglés y una victoria por 2-0 para los de Derbyshire les daría ese impulso necesario para ser invitados en 1888 a la Football League.
Sus primeros años en la Football League fueron interesantes. Obtuvieron un segundo lugar en 1896 y varios terceros lugares pero lo mejor de esas campañas fueron las tres finales de FA cup alcanzadas por el club, primero contra el Nottingham en 1898, luego contra el Sheffield en 1899 y por último contra el Bury en 1903. Todas estas finales fueron derrotas para el Derby. Poco a poco comenzó a decaer el rendimiento del equipo y llegó a un estancamiento, varios descensos y ascensos, y campeonatos de la segunda división en 1912 y 1914. Este último les permitió volver a la primera división, pero en ese momento explotó la Primera Guerra Mundial, por lo que debieron esperar hasta 1919 para jugar nuevamente en la máxima categoría. Tras dos temporadas volvieron a descender y después de algunos años más en segunda obtuvieron un ascenso en 1926. Tras eso volvieron a tener éxitos dentro de la división y obtuvieron dos subcampeonatos. En los años 30 estalló la Segunda Guerra Mundial y el equipo cerró hasta mediados de la década de los 40.
El martes 25 de septiembre de 2018 ganó al Manchester United de Mourinho, por penaltis (8-7), después de empatar 2-2 en Old Trafford.

### «La final del 46»
Volviendo con todo en la reanudación del fútbol, los «Rams» ganaron la FA Cup en el año 1946. La final fue disputada contra el Charlton Athletic obteniendo una convincente victoria por 4-1 con goles de Bert Turner en propia puerta a favor del Derby, y un minuto después (a los 86´) para su equipo, el Charlton; Peter Doherty a los 92 minutos en tiempo suplementario y Jackie Stamps a los 97 y 106 minutos. Lo que parecía ser el comienzo de la gloria poco a poco comenzó a ser el inicio de la caída, primero un descenso tras casi 30 años en la máxima categoría y luego por primera vez en su historia descenderían a la tercera división de Inglaterra.

### La era de Brian Clough
En 1967 llegó al club aquel entrenador que para muchos ha sido el mejor director técnico de la historia inglesa, Brian Clough. Él y su ayudante Peter Taylor tomaron las riendas del club y le dieron la gloria máxima. El club pasaba por uno de sus peores momentos en la historia tras diez años seguidos en el Championship y una mala situación económica y deportiva. La llegada de la dupla solo dio alegrías a la afición, con un cambio total en la visión del fútbol mucho más asociado y ofensivo. Obtuvieron el ascenso a la primera división en la segunda temporada al mando del equipo. Ese primer año en la máxima división inglesa tras más de 20 años fue espectacular: el equipo obtuvo un histórico 4° lugar, pero por razones administrativas no pudieron disputar torneos internacionales la siguiente temporada. Clough, con su fama de irreverente, realizó los fichajes más caros de la historia del club en esa época pasando por encima de la directiva y del consejo en esas decisiones. En la siguiente temporada el equipo no perdió un partido hasta el mes de octubre lo que hacía pensar que quizás un equipo de pueblo podía hacer historia, y así fue. Obtuvieron su mayor éxito, el campeonato de la primera división por primera vez, una liga que fue complicada de ganar, y con solo un punto de ventaja sobre el poderoso Leeds United de Don Revie.
La siguiente temporada el equipo no logró revalidar el título de liga, pero sí hicieron historia a nivel europeo, pues llegaron a las semifinales de la Copa de Europa, eliminatoria que perdieron contra la Juventus. Hubo acusaciones de compra de arbitrajes por parte de los italianos, a los que Clough llamó «bastardos tramposos». Tras esas declaraciones y otros problemas las cosas entre la directiva y Clough se fueron haciendo cada vez más insostenibles y llegó la renuncia del entrenador.

### Era post-Clough
A pesar de la partida de Brian Clough del banquillo del club el éxito de este se repitió en la temporada 74-75 pues obtuvieron un nuevo título de liga con Dave Mackay en el banquillo. Nuevamente las cosas se resolvieron al final de temporada: un empate ante el Leicester City en el penúltimo partido puso a los «Rams» muy cerca del título, más aún después de saber que su más cercano perseguidor, el Ipswich Town, empató su partido. En la última jornada el Derby tuvo un nuevo empate, esta vez 0-0 ante el Carlisle United, los rivales no sumaron y los «Rams» obtuvieron nuevamente un título.

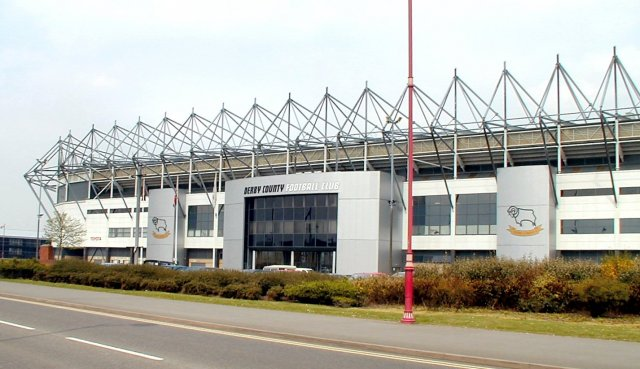
El Pride Park Stadium es la sede del Derby desde 1997.

A partir de los 80 el éxito quedço en el pasado y el club lentamente se fue hundiendo entre las diversas divisiones de Inglaterra. Nuevamente las deudas se hicieron presentes en la institución que a lo lejos veía como pasaban los años desde su última consagración. En el año 1995 el equipo pudo levantar cabeza y volver de forma regular a la Premier League, a pesar de no tener grandes éxitos y obtenía lugares de media tabla. Se pudo construir un nuevo estadio, el Pride Park Stadium, inaugurado el 18 de julio de 1997, que tuvo un costo de 28 millones de euros y su capacidad actual es de 33 597 espectadores. En la temporada 2001-02 volvieron a la Championship luego de quedar en el puesto 19° aquella temporada. En la temporada 2006-07 lograron ganar el play-off del ascenso y tras solo una temporada en la Premier, el Derby County descindió a la Championship tras sólo ganar un partido en toda la liga. En la temporada 2020/21 se salvaron del descenso por tener solamente un punto más que el Wycombe Wanderers Football Club, que descendió. En la temporada 2021/22 sufrió una penalización de 21 puntos (12 antes de iniciar la temporada y otros 9 ya comenzada la misma) y un embargo de transferencias. Si bien hizo un papel decente, no pudo sobrevivir debido a la penalización y descendió en la jornada 43 debido a su derrota 1-0 contra QPR y al empate de Reading 4-4 ante Swansea City.

## Historia de la liga
El Derby fue uno de los doce miembros fundadores de la Football League y es uno de los diez clubes que ha competido en todas las temporadas de la liga inglesa de fútbol. El club ha competido principalmente en las dos divisiones superiores de la pirámide del fútbol, aunque ha tenido tres períodos separados de dos años en el tercer nivel (1955-57, 1984-86 y 2022-24).
La etapa en la que el club jugó más temporadas en la máxima categoría fue de 27 años, entre 1926 y 1953. Cabe señalar, sin embargo, que el club sólo compitió en 21 temporadas consecutivas en la Primera División en ese momento, ya que el fútbol competitivo estuvo suspendido durante 1940 y 1946 debido al inicio de la Segunda Guerra Mundial.
El club se encuentra actualmente en su máximo período fuera del primer nivel; Competirá en la segunda división en la temporada 2024-25 , la decimoséptima temporada consecutiva sin fútbol de primera categoría desde el 2007-08. Esto supera el récord anterior de 16 temporadas consecutivas entre 1953-54 y 1968-69.

## Uniforme
- Uniforme titular: Camiseta blanca, pantalón negro, medias blancas.
- Uniforme alternativo: Camiseta, pantalón y medias negras.
- Tercera equipación: Camiseta amarilla con pantalones azules y medias amarillas y azules.

### 1º Uniforme
| 2007–2008 | 2008–2009 | 2009–2010 | 2010–2011 | 2011–2012 | 2012–2013 | 2013–2014 | 2014–2015 | 2015–2016 |
| 2016–2017 | 2017–2018 | 2018–2019 | 2019–2020 | 2020–2021 | 2021–2022 | 2022–2023 | 2023–2024 |           |

### 2º Uniforme
| 2007–2008 | 2008–2009 | 2009–2010 | 2010–2011 | 2011–2012 | 2012–2013 | 2013–2014 | 2014–2015 | 2015–2016 |
| 2016–2017 | 2017–2018 | 2018–2019 | 2019–2020 | 2020–2021 | 2021–2022 | 2022–2023 | 2023–2024 |           |

### 3º Uniforme
| 2007–2008 | 2008–2009 | 2012–2013 | 2013–2014 | 2014–2015 | 2015–2016 | 2016–2017 | 2017–2018 | 2018–2019 |
| 2019–2020 | 2020-2021 | 2021-2022 | 2022-2023 | 2023-2024 |           |           |           |           |

### Patrocinadores
| Periodo       | Proveedor      | Patrocinador                |
| ------------- | -------------- | --------------------------- |
| 1973–1979     | Umbro          | None                        |
| 1979–1980     | Le Coq Sportif | None                        |
| 1980–1981     | Le Coq Sportif | Bmi                         |
| 1981–1982     | Le Coq Sportif | Patrick                     |
| 1982–1984     | Patrick        | Patrick                     |
| 1984–1985     | Admiral        | Bass Brewery                |
| 1985–1986     | OSCA           | Bass Brewery                |
| 1986–1987     | OSCA           | Sportsweek                  |
| 1987–1992     | Umbro          | Maxwell Communications      |
| 1992–1993     | Umbro          | Auto Windscreens            |
| 1993–1994     | Bukta          | Auto Windscreens            |
| 1994–1995     | Rams Pro Wear  | Auto Windscreens            |
| 1995–1998     | Puma           | Puma                        |
| 1998–2001     | Puma           | EDS                         |
| 2001–2005     | Errea          | Marston's Pedigree          |
| 2005–2007     | Joma           | Derbyshire Building Society |
| 2007–2008     | Adidas         | Derbyshire Building Society |
| 2008–2010     | Adidas         | Bombardier                  |
| 2010–2012     | Adidas         | buymobiles.net              |
| 2012–2014     | Kappa          | buymobiles.net              |
| 2014–Presente | Umbro          | Just-Eat                    |

## Estadio
El antiguo estadio del equipo era Baseball Ground.

## Palmarés

### Torneos nacionales (4)
| Competiciones nacionales | Títulos                             | Subcampeonatos             |
| ------------------------ | ----------------------------------- | -------------------------- |
| Primera División (2/3)   | 1971-72, 1974-75.                   | 1895-96, 1929-30, 1935-36. |
| FA Cup (1/3)             | 1945-46.                            | 1897-98, 1898-99, 1902-03. |
| Community Shield (1/0)   | 1975.                               |                            |
|                          |                                     |                            |
| Segunda División (4/2)   | 1911-12, 1914-15, 1968-69, 1986-87. | 1925-26, 1995-96.          |
| Tercera División (1/2)   | 1956-57 (Norte).                    | 1955-56 (Norte), 2023-24.  |

Torneos Amistosos (1)
- Watney Cup: 1970.